# Кружики
Кру́жики — село в Україні, у Самбірському районі Львівської області. Населення становить 349 осіб. Орган місцевого самоврядування — Новокалинівська міська рада.

## Історія
У 1753 р. було підписано акти про розмежування земель між селами Кульчиці, Кружики,
Бабине, Калинів, Пиняни, Озимина, Корналовичі, Дубляни та ін..
У 1772 р. відбувся поділ Польщі, внаслідок якого село опинилося у Габсбурзькій імперії..
У 1882 р. біля с. Кружики працювала однокласна початкова школа. Навчання велося на польській мові до 1936 р.
До 1939 р. вживались паралельні назви села — Кручики, Кручаки.
7.5.1946 в Боринському районі перейменували хутір Тулуки Кружиківської сільської Ради на хутір Поляна.